# C.S. Lee
Charles Seunghee Lee (Cheongju, 30 december 1971) is een Amerikaans acteur van Zuid-Koreaanse afkomst. Hij werd in 2009, 2010, 2011 en 2012 genomineerd voor een Screen Actors Guild Award samen met de gehele cast van de televisieserie Dexter. Daarin speelde hij van 2006 tot en met 2013 forensisch onderzoeker Vince Masuka. In 2024 vertolkte Lee de rol van Avatar Roku in de Netflix-serie Avatar: The Last Airbender.

## Filmografie
*Exclusief televisiefilms
- All Together Now (2020)
- Come as You Are (2019)
- Everything Beautiful Is Far Away (2017)
- Tilt (2017)
- The Better Half (2015)
- Toxin (2015)
- H7N3 (2014)
- Altered Minds (2013)
- Innocent Blood (2013)
- The Unborn (2009)
- Tenderness (2009)
- David & Layla (2005)
- Every Dog's Day (2005)
- The Stepford Wives (2004)
- Mariti in affitto (2004, aka Our Italian Husband)
- Random Hearts (1999)

## Televisieseries
*Exclusief eenmalige gastrollen
- For All Mankind - Lee Jung-Gil (2022–heden)
- Bookie - Jack Han (2023, twee afleveringen)
- East New York - Jimmy Kee (2022–2023, tien afleveringen)
- Chicago Med - Bernard Kim (2018–2019, zes afleveringen)
- Silicon Valley - Monk (2017, twee afleveringen)
- Sneaky Pete - Joseph Lee (2015–2017, drie afleveringen)
- Power - Jae Shin (2016, vijf afleveringen)
- Fresh Off the Boat - Steve Chen (2015, twee afleveringen)
- Blunt Talk - Emanuel (2015, tywee afleveringen)
- True Detective - Richard Geldof (2015, vier afleveringen)
- Dexter - Vince Masuka (2006–2013, 95 afleveringen)
- Chuck - Harry Tang (2007, zes afleveringen)
- The Sopranos - Dr. Ba (2006, twee afleveringen)
- As the World Turns - Faux Hwa (2005, twee afleveringen)
- Spin City - Reporter (1998–1999, twee afleveringen)

- Gemeinsame Normdatei: 1102928321
- International Standard Name Identifier: 0000 0000 5405 710X
- Library of Congress Control Number: no2008159081
- Trove: 606246
- Virtual International Authority File: 4757882
- WorldCat: E39PBJqqBGyBtHG87jDJQTxxDq